# Constantin Urdaș
Constantin Urdaș (Bucarest, 1º aprile 1964) è un sollevatore rumeno campione europeo a Cardiff nel 1988, che gareggiò nella categoria dei pesi massimi leggeri.

## Biografia
Iniziò a praticare il sollevamento pesi nel 1977 all'età di 13 anni al CS Scolar Energia. Nel 1979 passò al CS Olimpia e nel 1983 prese parte ai campionati mondiali ed europei di Mosca. L'anno seguente, arruolato nell'esercito, fece parte della Dinamo Bucarest, ma non prese parte a nessuna edizione dei Giochi olimpici. Ai campionati europei conquistò una medaglia di bronzo nel 1986 e la medaglia d'oro nel 1988. Ai campionati mondiali del 1987 vinse il bronzo nello slancio e agli europei del 1987 vinse l'argento nello slancio.
Subito dopo la rivoluzione romena del 1989, si trasferì in Francia dove terminò la carriera agonistica. Nel 1991 divenne allenatore e l'anno seguente guidò la squadra nazionale di pesistica delle Mauritius. Al ritorno in Francia, fu gestore di ristoranti fino al 2004, quando ritornò in Romania dove aprì un centro di allenamento a Botosani per le giovanili e gli juniores. In seguito venne nominato direttore tecnico della Federazione di sollevamento pesi delle Mauritius, incarico dal quale si dimise nel luglio del 2016.